# Áhkojohgárggu
Áhkojohgárggu är en ö i Finland. Den ligger i Tana älv och i kommunen Utsjoki i den ekonomiska regionen Norra Lappland och landskapet Lappland, i den norra delen av landet, 1 000 km norr om huvudstaden Helsingfors. Öns area är 3,1 hektar och dess största längd är 310 meter i sydöst-nordvästlig riktning.